# Philippe Ribour
Philippe Ribour (né en 1962) est un pianiste et compositeur de jazz français. Il a composé Dixie et d'autres musiques comme Blues lent. Il a également écrit des ouvrages de théorie musicale.
Il est inspecteur-coordinateur du collège musique à la Direction générale de la Création artistique.

## Discographie
- 1984 : Le 38 tonnes de madame est avancé avec Jean-Pierre Rébillard et Stéphane Nossereau